# Liniorii
Liniorii este un film românesc din 1966 regizat de Dumitru Done.